# K-12 (음반)
《K–12》 (발음: "K through 12")는 미국의 가수 멜라니 마르티네즈의 두 번째 정규 앨범이다. 이 음반은 동명의 영화와 함께 2019년 9월 6일 애틀랜틱 레코드를 통해 발매되었다. 마르티네즈는 그녀 자신이 직접 각본과 연출을 맡은 이 영화에서 주인공 "Cry Baby" 역할을 연기했다.

## 배경
마르티네즈는 《Cry Baby》를 발매한 직후부터 2017년 초까지 《K-12》를 제작했다. 2017년 빌보드와의 인터뷰에서는 음반과 함께 장편 영화를 공개할 것이라고 밝혔다.

## 음악 및 가사
K-12는 얼터너티브 팝과 아트 팝 장르의 콘셉트 음반이다. 노래 제목들은 학교생활에서 영감을 받아 지어졌지만, 많은 곡들은 어른들의 문제에 대한 은유를 담고 있다. 예를 들어 "Strawberry Shortcake"는 사춘기를 겪는 동시에 남성적 응시(male gaze)와 싸우는 내용이다. 마르티네즈는 "Show and Tell"에서 "Harsh words if you don't get a pic with me/Buy and sell like I'm a product to society"라고 노래하며 아티스트와 팬의 애증관계를 깊이 파고든다. "Orange Juice"에서는 폭식증에 대해 노래하며 “Your body is imperfectly perfect/Everyone wants what the other one’s working”이라고 확신한다.

## 평가
<올뮤직>의 맷 칼라는 음반에 5점 만점에 4점을 주었다. 그는 음반의 프로덕션이 Cry Baby보다 더 세련되고 훅도 더 좋아서 마르티네즈가 작곡가로서 성장했다고 평했다.

## 수상 및 후보
| 시상식             | 연도 | 부문          | 결과 | 각주   |
| ------------------ | ---- | ------------- | ---- | ------ |
| 빌보드 뮤직 어워드 | 2020 | 탑 사운드트랙 | 후보 | [ 12 ] |

## 곡 목록
전체 작사·작곡: 멜라니 마르티네즈, 마이클 키넌
| #            | 제목                        | 작사·작곡                  | 프로듀서     | 재생 시간 |
| ------------ | --------------------------- | -------------------------- | ------------ | --------- |
| 1.           | 〈Wheels on the Bus〉       | 에밀리 워렌                |              | 3:40      |
| 2.           | 〈Class Fight〉             |                            |              | 2:41      |
| 3.           | 〈The Principal〉           |                            |              | 2:56      |
| 4.           | 〈Show & Tell〉             |                            |              | 3:35      |
| 5.           | 〈Nurse's Office〉          |                            |              | 3:22      |
| 6.           | 〈Drama Club〉              | 제러미 뒤솔리엣, 팀 소머즈 | 원 러브      | 3:45      |
| 7.           | 〈Strawberry Shortcake〉    | 워렌                       |              | 3:04      |
| 8.           | 〈Lunchbox Friends〉        |                            |              | 2:49      |
| 9.           | 〈Orange Juice〉            |                            |              | 3:37      |
| 10.          | 〈Detention〉               |                            |              | 3:56      |
| 11.          | 〈Teacher's Pet〉           |                            |              | 4:01      |
| 12.          | 〈High School Sweethearts〉 |                            |              | 5:11      |
| 13.          | 〈Recess〉                  | 워렌                       |              | 3:50      |
| 총 재생 시간 | 총 재생 시간                | 총 재생 시간               | 총 재생 시간 | 46:27     |

## 인증
| 국가                               | 인증 | 판매량/출하량 |
| ---------------------------------- | ---- | ------------- |
| 영국 (BPI)                         | 골드 | 100,000       |
| 미국 (RIAA)                        | 골드 | 500,000       |
| 판매량+스트리밍을 기반으로 한 인증 |      |               |

## 노트
1. ↑  마르티네즈는 she/her 및 they/them 대명사를 사용한다. 이 글에서는 일관성을 위해 she/her 대명사를 사용한다.